# Plionarctos
Plionarctos — рід викопних ведмедевих, що жив у Північній Америці та Європі від міоцену до плейстоцену (10,3—3,3 млн років тому).
Співіснував з декількома видами. Indarctos (10,7—9,2 млн років тому), морфологічно примітивний представник ведмежих, передував Plionarctos всього на декілька сотень тисяч років і якийсь час мав з ним спільний ареал. Пізніше на територію проживання Plionarctos проникнув флоридський печерний ведмідь (4,9 млн — 11 тис. років тому), представник тієї ж підродини ведмедів, але з прогресивнішими морфологічними характеристиками, який пережив його на 3,2 млн років.
Plionarctos є найдавнішим з відомих родів у підродині Tremarctinae, і вважається, що він є предком клади.